# 在モーリタニア日本国大使館
在モーリタニア日本国大使館（アラビア語: سفارة اليابان في موريتانيا、フランス語: L’Ambassade du Japon en Mauritanie、英語: Embassy of Japan in Mauritania）は、モーリタニアの首都ヌアクショットにある日本の大使館。

## 沿革
1960年にモーリタニアがフランスから独立した後、同年11月29日、日本とモーリタニアの間で国交が樹立される。ダカールの在セネガル日本国大使館による兼轄を経て、2009年12月1日、ヌアクショットに日本国大使館が開設された。

## 住所
Lots 861, 862 and 520 Ilot E Nord, Tevragh Zeina, B.P. 7810 Nouakchott